# قتال بالأيدي
القتال بالأيدي (بالإنجليزية: Hand-to-hand combat وتختصر HTH أو H2H) هي المواجهة الفعلية بين شخصين أو أكثر من مسافة قصيرة جدا (كمسافة المصارعة أو المطارحة، أو في متناول قتال تسمح باستعمال سلاح باليد) التي لا تنطوي على استخدام أسلحة رمي أو تصل لمدى بعيد. في حين يبدو أن عبارة «يدا بيد» تشير إلى القتال غير المسلح ، فإن المصطلح عام وقد يتضمن استخدام أسلحة مشاجرة مثل السكاكين والعصي والهراوات والرماح أو الأسلحة المرتجلة مثل الأدوات ذات النصل الحديدي. في حين أن مصطلح القتال اليدوي يشير أصلاً بشكل أساسي إلى اشتباكات المقاتلين في ساحة المعركة، فإنه يمكن أن يشير أيضًا إلى أي مشاركة جسدية شخصية من قبل شخصين أو أكثر، بما في ذلك ضباط إنفاذ القانون والمدنيين والمجرمين.
عادة ما يُطلق على القتال قريب المدى (وهو مدى يقع خارج نطاق القتال اليدوي بأمتار أو عشرات الأمتار) قتالًا قريبًا، وقدد تشمل الأسلحة والأساليب المميتة وغير المميتة اعتمادًا على القيود التي يفرضها القانون المدني أو قواعد الاشتباك العسكرية أو المدونات الأخلاقية، ويشار إلى القتال الوثيق باستخدام الأسلحة النارية أو الأسلحة البعيدة الأخرى من قبل المقاتلين العسكريين على المستوى التكتيكي حديثًا باسم معركة قريبة. يستخدم جيش الولايات المتحدة مصطلح المقاتلين (Combatives) لوصف أنظمة القتال العسكرية المختلفة المستخدمة في التدريب القتالي اليدوي، الأنظمة التي قد تتضمن تقنيات انتقائية من عدة فنون قتالية مختلفة ورياضات قتالية.

## التاريخ
القتال اليدوي هو أقدم شكل من أشكال القتال المعروف، وغالبية الثقافات لها تاريخها الخاص المتعلق بالقتال القريب، ولها أساليبها الخاصة في الممارسة، هناك العديد من التنوع في فنون الدفاع عن النفس، منها الملاكمة والمصارعة، وتشمل الاختلافات الأخرى نزالات المصارعة الرومانية (غلادياتر) في روما القديمة والأحداث مثل البطولة في العصور الوسطى مثل المجاولة.
وقد دأبت المنظمات العسكرية دائمًا على تدريس نوع من القتال غير المسلح للتكييف ولتكون مكملة للقتال المسلح، مثلا تم تدريب الجنود في الصين على القتال غير المسلح في وقت مبكر من عهد أسرة زو الحاكمة (1022 قبل الميلاد إلى 256 قبل الميلاد).
وعلى الرغم من التغييرات التكنولوجية الرئيسية مثل استخدام البارود، والمدفع الرشاش في الحرب الروسية اليابانية وحرب الخنادق في الحرب العالمية الأولى، ظلت أساليب القتال اليدوي مثل الحربة شائعة في التدريب العسكري الحديث، على الرغم من أن أهمية مثل هذا التدريب انخفضت بعد عام 1918، وبحلول عام 1944، تم إنتاج بعض البنادق الألمانية ليست مزودة بحربة.

### تقنيات القتال اليدوي الحديثة

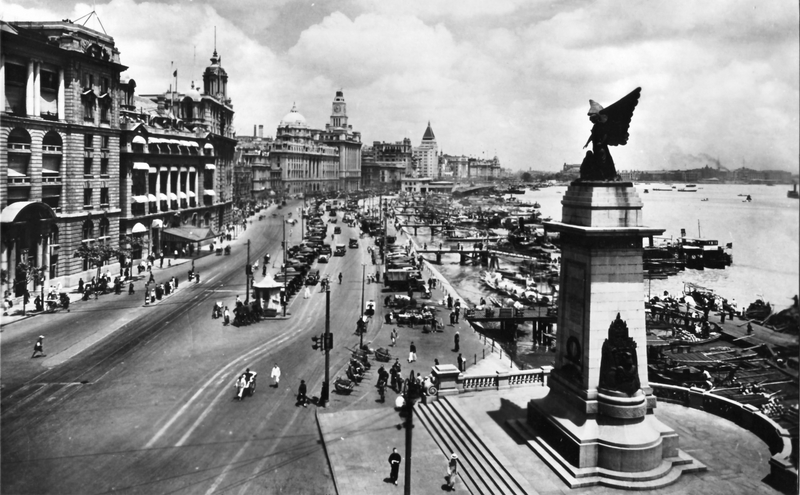
مركز التسوية الدولية في شنغهاي ، 1928.

تم تدوين القتال القريب (CQC)، أو قتالات الحرب العالمية الثانية، إلى حد كبير بواسطة ويليام إيوارت فيربيرن وإريك أنتوني سايكس، واشتهرت فيربيرن وسيكس أيضًا بسكين القتال فيربيرن-سايكس، وقد عملوا في شرطة بلدية شنغهاي للمستوطنة الدولية (1854–1943) في شنغهاي في عشرينيات القرن العشرين، والتي تم الاعتراف بها على نطاق واسع باعتبارها أخطر مدينة ساحلية في العالم بسبب تجارة الأفيون الثقيلة التي تديرها عصابات الجريمة المنظمة (عصابة الثالوث الصينية)، وقد تم اشتقاق القتال القريب (CQC) من خليط من الجودو والجوجتسو والملاكمة والمصارعة وقتال الشوارع.
وبعد أعمال الشغب التي قامت بها حركة الثلاثين من مايو، والتي أسفرت عن مذبحة للشرطة، اتهم فيربيرن بتطوير فرقة مساعدة لمكافحة الشغب والشرطة العدوانية، وبعد استيعاب العناصر الأكثر ملاءمة من مجموعة متنوعة من خبراء فنون الدفاع عن النفس، من الصين واليابان وأماكن أخرى، قام بتكثيف هذه الفنون في نظام قتالي عملي أطلق عليه Defendu . ثم ذهب هو وفريقه من الشرطة لاختبار هذه المهارات ميدانياً في شوارع شنغهاي، استخدم فيربيرن بنفسه نظامه القتالي بشكل فعال في أكثر من 2000 لقاء موثق، بما في ذلك أكثر من 600 اشتباك مميت. وكان الهدف من نظامه القتالي ببساطة أن يكون فعالاً بقدر الإمكان، وكان أيضًا نظامًا على عكس فنون الدفاع عن النفس الشرقية التقليدية التي تتطلب سنوات من التدريب المكثف، فنظامه يمكن استيعابه من قبل المجندين بسرعة نسبيًا، وقد تضمنت طريقة التدريب في تقنيات الرماية بالنقاط ومكافحة الأسلحة، بالإضافة إلى الاستخدام الفعال لمزيد من الأسلحة المخصصة مثل الكراسي أو أرجل الطاولة.
خلال الحرب العالمية الثانية، أعيد فيربيرن إلى بريطانيا، وبعد إثبات فعالية تقنياته، تم تجنيده لتدريب المغاوير البريطانيين على طريقة قتاله، وخلال هذه الفترة قام بتوسيع «طريقة شنغهاي» الخاصة به إلى «طريقة القتال الصامتة للقتل القريب» للتطبيق العسكري، وأصبح هذا التدريب القتالي القياسي لجميع أفراد العمليات الخاصة البريطانية، كما قام بتصميم سكين القتال الرائد Fairbairn-Sykes ، والذي تم اعتماده للاستخدام من قبل القوات الخاصة البريطانية والأمريكية، وفي عام 1942، نشر كتابًا دراسيًا للتدريب القريب على القتال يسمى Get Tough .  
تم تعليم ضباط الجيش الأمريكي ريكس آبلغيت وأنطوني بيدل أساليب فيربيرن في منشأة تدريب في اسكتلندا، واعتمدوا برنامج تدريب نشطاء مكتب الخدمات الاستراتيجية في معسكر تم افتتاحه حديثًا بالقرب من بحيرة أونتاريو في كندا. نشر ريكس أبلغيت كتابه في عام 1943، ويدعى Kill or Get Killed. خلال الحرب، تم تقديم التدريب إلى المغاوير البريطانيين، لواء الشيطان، مكتب الخدمات الاستراتيجية، و قوات الصاعقة الأمريكية والمغيرين البحريين.
وأدخلت أنظمة قتالية أخرى مصممة للمعارك العسكرية في أماكن أخرى، بما في ذلك الأوروبي Unifight ، السوفياتي / الروسي سامبو، القتال اليدوي العسكري، الجيش الصيني سانشو / ساندا، الإسرائيلي Kapap وكراف مغا. وغالبًا ما يتغير انتشار وأسلوب التدريب القتالي اليدوي بناءً على الحاجة المتصورة، وتميل وحدات النخبة مثل القوات الخاصة ووحدات الكوماندوز إلى التركيز بشكل أكبر على التدريب القتالي اليدوي.
على الرغم من أن القتال اليدوي كان يحظى بأهمية أقل في الجيوش الكبرى بعد الحرب العالمية الثانية، إلا أن صراعات التمرد مثل حرب فيتنام، والصراع المنخفض الشدة والحرب الحضرية دفعت العديد من الجيوش إلى إيلاء المزيد من الاهتمام لهذا الشكل من القتال، وعندما يتضمن هذا القتال أسلحة نارية مصممة للقتال عن قرب، غالبًا ما يشار إليه باسم معركة الأحياء القريبة (CQB) على مستوى الفصيل أو الفرقة، أو العمليات العسكرية على التضاريس الحضرية (MOUT) بمستويات تكتيكية أعلى.

## الاستخدام الحديث

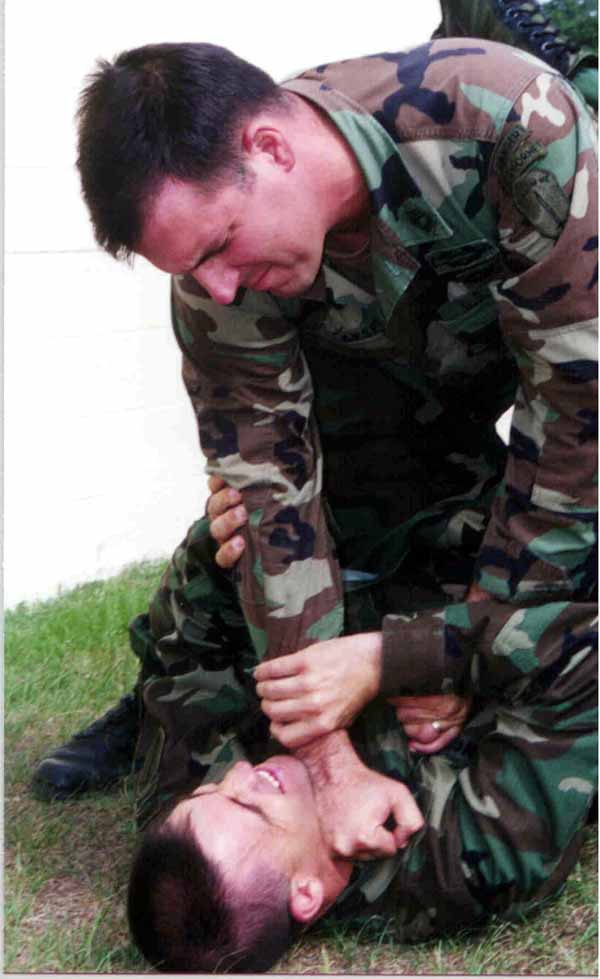
تطبيق قبضة الخنق في التدريب على القتال اليدوي.

وجدت دراسة عام 2014 أنه من بين الجنود الأمريكيين الذين تم نشرهم في العراق وأفغانستان بين عامي 2004 و 2008، أفاد 19 ٪ منهم عن استخدامهم التقنيات اليدوية في مواجهة واحدة على الأقل، في مجموعة متنوعة من الظروف والسياقات (مثل القتال عن قرب، التعامل مع السجناء، والسيطرة على الحشود ونقاط التفتيش الأمنية)، ودعم البحوث السابقة التي أشارت إلى أنه على الرغم من التقدم التكنولوجي، فإن القتال اليدوي ظل جانباً مستمراً من الحروب الحديثة.

### الأنظمة العسكرية
- في عام 2002، اعتمد الجيش الأمريكي برنامج التدريب القتالي اليدوي لمقاتلي الجيش الحديث (MAC) مع نشر دليل ميداني للجيش الأمريكي تحت عنوان (FM 3-25.150) وإنشاء مدرسة مقاتلي الجيش الأمريكي في Fort Benning ، جورجيا.[6]
- تبنت القوات الجوية الأمريكية برنامج MAC كنظام قتال يدوي في أوائل عام 2008.[7]
- في سلاح مشاة البحرية الأمريكية، حل برنامج مشاة البحرية لفنون القتال (MCMAP) محل نظام خط مشاة البحرية في عام 2002، ويحتفظ كل جندي من المارينز بدفتر تسجيل يسجل تدريبهم، ويستخدم نظام حزام ملون (حنطي، رمادي، أخضر، بني، وأسود حسب ترتيب الأسبقية) للإشارة إلى مستوى الخبرة والمهارة، على غرار العديد من فنون الدفاع عن النفس الآسيوية.